# Radik Walijew
Radik Walijew (ros. Радик Юрьевич Валиев; ur. 18 czerwca 1997) – rosyjski zapaśnik startujący w stylu wolnym. Drugi w Pucharze Świata w 2016 i piąty w 2017.
Trzeci na MŚ U-23 w 2019. Wygrał ME U-23 w 2018 i 2019. Drugi na MŚ kadetów w 2014. Wicemistrz Rosji w 2016; trzeci w 2021 i 2022 roku.